# 루팡 3세: 칼리오스트로의 성
루팡 3세: 칼리오스트로의 성(ルパン三世: カリオストロの城, Lupin III: Castle Of Cagliostro)은 일본에서 제작된 미야자키 하야오 감독의 1979년 코미디, 액션 영화이다. 야마다 야스오 등이 주연으로 출연하였고 미야자키 하야오 등이 제작에 참여하였다.
1979년 12월 15일 일본에서 극장 개봉하였다. 미국 개봉은 1991년 4월 3일 첫 선을 보였다. 가정용 비디오는 1992년 10월 출시되었다. 더빙은 이듬해 홈 비디오 대상으로 스트림라인 픽처스가 맡았다. 새로운 더빙판은 2000년 망가 엔터테인먼트에 의해 제작되었다.

## 출연

### 주연
- 야마다 야스오
- 마스야마 에이코

### 조연
- 코바야시 키요시
- 이노우에 마키오
- 나야 고로
- 시마모토 스미
- 이시다 타로
- 미야우치 코헤이
- 나가이 이치로
- 아즈사 킨조
- 야마오카 요코
- 츠네이즈미 타다미치

## 제작진
- 미술: 고바야시 시치로

## 같이 보기
- 알레산드로 칼리오스트로